# San Juan Bautista (Suchitepéquez)
San Juan Bautista (en honor a su santo patrono Juan el Bautista) es un municipio del departamento de Suchitepéquez de la región sur-occidente de la República de Guatemala. Hasta antes de 1879 era conocido como «San Juan de los Leprosos».
Luego de la Independencia de Centroamérica en 1821, pasó a formar parte del departamento de Sololá/Suchitepéquez; y en 1838 fue parte del efímero Estado de Los Altos hasta que este fue reincorporado al Estado de Guatemala por el general conservador Rafael Carrera en 1840.  San Juan Bautista fue adjudicado al departamento de Sololá por Acuerdo Gubernativo 72, de fecha 12 de agosto de 1872 del gobierno de facto del presidente provisional Miguel García Granados con el nombre antiguo de «San Juan de los Leprosos»; luego, según la Constitución de 1879 aparece ya con el nombre de «San Juan Bautista». Durante la reorganización administrativa del gobierno del general Jorge Ubico, fue anexado a Patulul como aldea, aunque luego recuperó la categoría en septiembre del mismo año.
San Juan Bautista tiene abundantes remansos, pozas y playones en el cauce del río Madre Vieja, la topografía en mayor parte es quebrada y permite la formación de diferentes accidentes geográficos, entre los más importantes están: la quebrada Siete Barranco, cerro Piedra Santa y catarata del río Mudo.

## Demografía
La población del municipio, según el censo nacional de 2018 es de 8864 habitantes para ese año. Para el año 2022, el Instituto Nacional de Estadística (INE) tiene proyectada una población de 9560 habitantes.

### Población por sexo
En el Municipio los hombres representan el 49% y las mujeres el 51%.

### Población por edad
La distribución por edad muestra que el 37% representa niños menores de 14 años y el 58% a jóvenes y adultos de 15 a 64 años. Lo que indica que la población del Municipio en su mayoría está integrada por gente joven y económicamente activa.

### Población por grupo étnico
Según INE (2018) el 92% restante es ladino mientras que el 8% restante de la población es indígena, perteneciente a las etnias quiché y kakchiquel.

### Concentración y densidad poblacional
La densidad poblacional en el municipio es de 181 habitantes/km² lo que indica que está por debajo del índice departamental, que es de 245 habitantes/km².

### Población por área geográfica
Según el censo del INE en el año 2018 el 52% de habitantes reside en área rural, principalmente por la adquisición de tierras para cultivo y el 48% corresponde a la población urbana.

### Índice de Desarrollo Humano (IDH)
El índice de desarrollo humano –IDH- está compuesto de indicadores económicos y sociales. Se basa en indicadores de ingreso per cápita, salud, esperanza de vida y educación, (alfabetismo, acceso a la educación primaria, secundaria y universitaria) El índice de desarrollo humano se mide entre 0 y 1. El IDH alto es aquel cuyo valor es igual o mayor que 0.8. El valor medio de desarrollo humano corresponde a valores entre 0.5 y 0.79. En Guatemala, todas las regiones del país se encuentran en el nivel medio de desarrollo humano. El IDH municipal de San Juan Bautista es 0.515 el que se considera de valor medio; el índice en salud es 0.448; en educación 0.522; en ingresos 0.575, todos los anteriores ubican al municipio en un IDH medio.

## División política
La división política del Municipio está conformada en el área urbana por la zona uno, el cual se divide por cantón Las Cruces que tiene dos sectores llamados El Jute y San Francisco y zona dos constituida por el barrio San Luisito.
El área rural se integra el cantón El Plan, donde aproximadamente viven 450 familias de escasos recursos, dos comunidades lejanas que son: Agrícola La Concha creada en 1988, Comunidad Veracruz en el 2002 y el asentamiento El Esfuerzo legalizado en el año 2012 mediante convenio establecido con el Fondo de Tierras y Comunidad Veracruz ya que dicho asentamiento se encontraba en litigio por divisiones originadas por desacuerdos. Además se ubican 17 fincas y un nuevo poblado que colinda con la línea férrea, llamado Nuevo Amanecer, el cual no está legalmente establecido.
Para el 2010 están legalmente establecidos los siguientes centros poblados: en el 2000 se crea la comunidad La Concha, en el 2002 la comunidad Veracruz y cantón El Plan, en el 2005 el Barrio San Luisito y en el 2007 cantón Las Cruces.
La mayoría de centros poblados son de fácil acceso. Las comunidades lejanas no han podido mejorar los caminos por falta de presupuesto en la Municipalidad.

## Geografía física
La cabecera municipal se ubica a 280 metros sobre el nivel del mar, sus coordenadas geográficas son: 14º 25’ 0” latitud Norte y 91° 10’ 59” longitud Oeste. El municipio está ubicado al oriente del departamento de Suchitepéquez, con una extensión territorial de 52 kilómetros cuadrados.

### Clima
El clima es generalmente húmedo, en las tierras bajas es cálido entre los 25 °C a 27 °C de noviembre a enero y de 28 °C a 30 °C de febrero a octubre, mientras las tierras altas tienen un clima que va de templado a cálido de 20 °C a 25 °C de noviembre a enero y de 26 °C a 30 °C de febrero a octubre.
Según la clasificación de Holdridge, el Municipio se ubica entre bosque húmedo y tropical, constituido por plantas ornamentales, árboles frutales, maderables y no maderables.
La cabecera municipal de San Juan Bautista tiene clima tropical (Clasificación de Köppen: Am).
| Parámetros climáticos promedio de San Juan Bautista | Parámetros climáticos promedio de San Juan Bautista | Parámetros climáticos promedio de San Juan Bautista | Parámetros climáticos promedio de San Juan Bautista | Parámetros climáticos promedio de San Juan Bautista | Parámetros climáticos promedio de San Juan Bautista | Parámetros climáticos promedio de San Juan Bautista | Parámetros climáticos promedio de San Juan Bautista | Parámetros climáticos promedio de San Juan Bautista | Parámetros climáticos promedio de San Juan Bautista | Parámetros climáticos promedio de San Juan Bautista | Parámetros climáticos promedio de San Juan Bautista | Parámetros climáticos promedio de San Juan Bautista | Parámetros climáticos promedio de San Juan Bautista |
| Mes                                                 | Ene.                                                | Feb.                                                | Mar.                                                | Abr.                                                | May.                                                | Jun.                                                | Jul.                                                | Ago.                                                | Sep.                                                | Oct.                                                | Nov.                                                | Dic.                                                | Anual                                               |
| --------------------------------------------------- | --------------------------------------------------- | --------------------------------------------------- | --------------------------------------------------- | --------------------------------------------------- | --------------------------------------------------- | --------------------------------------------------- | --------------------------------------------------- | --------------------------------------------------- | --------------------------------------------------- | --------------------------------------------------- | --------------------------------------------------- | --------------------------------------------------- | --------------------------------------------------- |
| Temp. máx. media (°C)                               | 32.0                                                | 32.8                                                | 33.5                                                | 33.3                                                | 32.8                                                | 31.9                                                | 32.1                                                | 31.9                                                | 31.3                                                | 31.3                                                | 31.4                                                | 31.8                                                | 32.2                                                |
| Temp. media (°C)                                    | 25.4                                                | 26.0                                                | 26.9                                                | 27.1                                                | 27.1                                                | 26.5                                                | 26.7                                                | 26.5                                                | 26.1                                                | 26.1                                                | 25.9                                                | 25.7                                                | 26.3                                                |
| Temp. mín. media (°C)                               | 18.9                                                | 19.3                                                | 20.3                                                | 21.0                                                | 21.4                                                | 21.2                                                | 21.3                                                | 21.2                                                | 21.0                                                | 20.9                                                | 20.4                                                | 19.6                                                | 20.5                                                |
| Precipitación total (mm)                            | 12                                                  | 20                                                  | 47                                                  | 130                                                 | 355                                                 | 567                                                 | 470                                                 | 458                                                 | 579                                                 | 622                                                 | 156                                                 | 29                                                  | 3445                                                |
| Fuente: Climate-Data.org                            |                                                     |                                                     |                                                     |                                                     |                                                     |                                                     |                                                     |                                                     |                                                     |                                                     |                                                     |                                                     |                                                     |

### Orografía
El suelo del Municipio es naturalmente fértil para toda clase de cultivos, dentro del territorio hay dos cerros denominados con el nombre Del Padre y Piedra Santa y una quebrada llamada Siete Barrancos.

### Ubicación geográfica
San Juan Bautista está ubicado en el departamento de Suchitepéquez y sus colindancias son las siguientes:
- Norte, este, sureste, noreste y sur: Patulul
- Suroeste: Río Bravo
- Oeste y noroeste: Santa Bárbara[10]

Tiene como línea divisoria los ríos Madre Vieja y Chipó.
| Noroeste: Santa Bárbara | Norte: Patulul | Nordeste: Patulul |
| Oeste: Santa Bárbara    |                | Este: Patulul     |
| Suroeste: Río Bravo     | Sur: Patulul   | Sureste: Patulul  |

Se encuentra a 117 kilómetros de la Ciudad de Guatemala y a 48 kilómetros de la cabecera departamental, Mazatenango. Para llegar al Municipio se recorre la carretera CA-2 que cruza de oriente a occidente todo el país, luego se toma la ruta departamental RD SCH-13, carretera asfaltada de cuatro kilómetros que conduce al pueblo.
Asimismo se encuentra la carretera 6W que ingresa por cantón Las Cruces, la cual viene de Patulul y está conectada a la carretera CA-2, ésta finaliza en las faldas del volcán Santo Tomás Atitlán.

## Gobierno municipal
Los municipios se encuentran regulados en diversas leyes de la República, que establecen su forma de organización, lo relativo a la conformación de sus órganos administrativos y los tributos destinados para los mismos.  Aunque se trata de entidades autónomas, se encuentran sujetos a la legislación nacional y las principales leyes que los rigen desde 1985 son:
| N.º | Ley                                                | Descripción |
| --- | -------------------------------------------------- | --- |
| 1   | Constitución Política de la República de Guatemala | Tiene una regulación legal específica para los municipios en los artículos 253 al 262. |
| 2   | Ley Electoral y de Partidos Políticos              | Ley de carácter constitucional aplicable a los municipios en el tema de la conformación de sus autoridades electas. |
| 3   | Código Municipal                                   | Decreto 12-2002 del Congreso de la República de Guatemala. Tiene la categoría de ley ordinaria y contiene preceptos generales aplicables a todos los municipios, e inclusive contiene legislación referente a la creación de los municipios.             |
| 4   | Ley de Servicio Municipal                          | Decreto 1-87 del Congreso de la República de Guatemala. Regula las relaciones entra la municipalidad y los servidores públicos en materia laboral. Tiene su base constitucional en el artículo 262 de la constitución que ordena la emisión de la misma. |
| 5   | Ley General de Descentralización                   | Decreto 14-2002 del Congreso de la República de Guatemala. Regula el deber constitucional del Estado, y por ende del municipio, de promover y aplicar la descentralización y desconcentración económica y administrativa.                                |

El gobierno de los municipios está a cargo de un Concejo Municipal mientras que el código municipal —ley ordinaria que contiene disposiciones que se aplican a todos los municipios— establece que «el concejo municipal es el órgano colegiado superior de deliberación y de decisión de los asuntos municipales […] y tiene su sede en la circunscripción de la cabecera municipal»; el artículo 33 del mencionado código establece que «[le] corresponde con exclusividad al concejo municipal el ejercicio del gobierno del municipio».
El concejo municipal se integra con el alcalde, los síndicos y concejales, electos directamente por sufragio universal y secreto para un período de cuatro años, pudiendo ser reelectos.
Existen también las Alcaldías Auxiliares, los Comités Comunitarios de Desarrollo (COCODE), el Comité Municipal del Desarrollo (COMUDE), las asociaciones culturales y las comisiones de trabajo. Los alcaldes auxiliares son elegidos por las comunidades de acuerdo a sus principios y tradiciones, y se reúnen con el alcalde municipal el primer domingo de cada mes, mientras que los Comités Comunitarios de Desarrollo y el Comité Municipal de Desarrollo organizan y facilitan la participación de las comunidades priorizando necesidades y problemas.
Otras entidades municipales son:
- Secretaría Municipal: rige el Registro de Personas Jurídicas, Recursos Humanos, Oficina de Información Pública
- Dirección de Administración Financiera Municipal: rige las oficinas de: IUSI, Almacén, Compras, Contabilidad y Receptoría
- Dirección Municipal de Planificación
- Oficina de Obras Municipales

Los alcaldes que ha habido en el municipio son:
- 2012-2016: Ruvidia Ávalos[13]

## Historia

### Tras la Independencia de Centroamérica
Tras la Independencia de Centroamérica según el Decreto del 11 de octubre de 1825 del Estado de Guatemala fue asignado al Circuito de Atitlán, en el Distrito N.º 11 (Suchitepéquez) para la impartición de justicia; junto a San Juan de Los Leprosos estaban en ese distrito Atitlán, Tolimán, San Pedro La Laguna, Santa Clara, la Visitación, San Pablo, San Marcos, San Miguelito, Patulul y Santa Bárbara.

### El efímero Estado de Los Altos

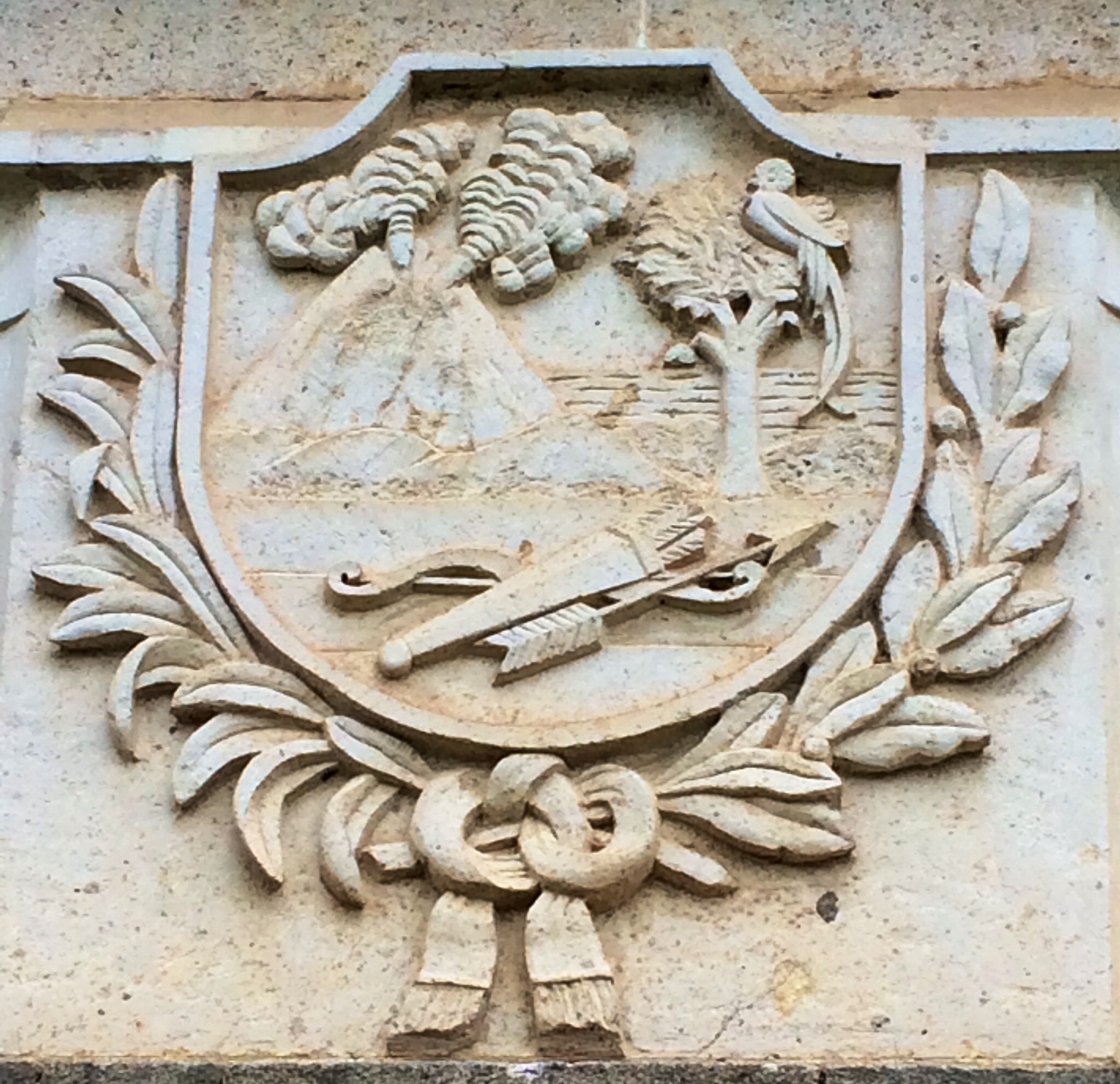
Escudo del Estado de los Altos

En abril de 1838 Santa Bárbara pasó a formar parte de la región que constituyó el efímero Estado de Los Altos y que el 12 de septiembre de 1839 forzó a que el Estado de Guatemala se reorganizara en siete departamentos y dos distritos independientes: 
- Departamentos: Chimaltenango, Chiquimula, Escuintla, Guatemala, Mita, Sacatepéquez, y Verapaz
- Distritos: Izabal y Petén[4]

La región occidental de la actual Guatemala había mostrado intenciones de obtener mayor autonomía con respecto a las autoridades de la ciudad de Guatemala desde la época colonial, pues los criollos de la localidad consideraban que los criollos capitalinos que tenían el monopolio comercial con España no les daban un trato justo.  Pero este intento de secesión fue aplastado por el general Rafael Carrera, quien reintegró al Estado de Los Altos al Estado de Guatemala en 1840.

### Tras la Reforma Liberal de 1871
Luego de la Reforma Liberal de 1871, el presidente de facto provisiorio Miguel García Granados dispuso crear el departamento de Quiché para mejorar la administración territorial de la República dada la enorme extensión del territorio de Totonicapán y de Sololá. De esta cuenta, el 12 de agosto de 1872 el departamento de Sololá perdió sus distritos de la Sierra y de Quiché y se vio reducido únicamente a los poblados de San Juan de Los Leprosos, villa de Sololá, San José Chacallá, Panajachel, Concepción, San Jorge, San Andrés Semetabaj, Santa Cruz, Santa Clara, Santa Lucía Utatlán, Santa Bárbara, Visitación, San Pedro, San Juan, San Pablo, San Marcos, Atitlán, San Lucas Tolimán, San Antonio Palopó, Santa Catarina Palopó y Patulul.

### Reorganización territorial del gobierno de Jorge Ubico
Durante el gobierno del general Jorge Ubico Castañeda, por Acuerdo Gubernativo del 22 de mayo de 1934, fue segregado del departamento de Sololá y pasó a formar parte del departamento de Suchitepéquez. La disposición gubernativa del 25 de marzo de 1936 lo suprimió y lo anexó como aldea de Patulul, sin embargo fue restablecido como municipio el nueve de septiembre del mismo año, en donde continua bajo el mismo nombre. La fiesta titular es del 22 al 25 de junio en honor al Santo Patrón San Juan Bautista.

### Expansión territorial
En el año de 1950 durante el gobierno del Dr. Juan José Arévalo Bermejo, se concede a los habitantes una extensión de dos caballerías, las cuales fueron compradas al señor Manuel Ríos Villalta, con la intención de trasladar la población a dichos terrenos debido al constante peligro y amenaza de desbordamiento del río Madre Vieja, el que cada invierno se salía de su cauce original y llevaba intranquilidad y zozobra al vecindario, pero el tiempo transcurrió y nadie quiso abandonar sus propiedades.
La Municipalidad concedió extensiones a personas de escasos recursos y allí nació el lugar denominado cantón El Plan y el barrio san Luisito por lo que se extendió en esa forma la población.

## Cultura
Entre las costumbres y tradiciones que caracterizan a San Juan Bautista están las siguientes: 
- Del 22 al 25 de junio de cada año se lleva a cabo la feria patronal, en homenaje al Santo Patrón del municipio San Juan Bautista, se desarrollan actividades religiosas, sociales, culturales y deportivas, realizan elección de reina, convite, ventas de platillos, dulces típicos y juegos mecánicos. El 24 es el día del Santo Patrón y hacen novenarios en la iglesia central, sale el recorrido del anda procesional y por la noche celebran con grupos musicales.[2]

- El uno de noviembre Día de los Santos, la población visita las tumbas de seres queridos en el cementerio municipal, lego disfrutan de un rico fiambre, por la noche los jóvenes se disfrazan y piden donativos en las casas especialmente del casco urbano.
- El quince de enero el día del Señor de Esquipulas es celebrado con un baile por un convite local que lleva el nombre “convite quince de enero” y en la noche anterior por rezos en distintas hogares que aún guardan la tradición.
- El primero de mayo día de San José El Labrador es celebrado por los vecinos de Cantón El Plan con actividades culturales y deportivas, realizan elección de reina, baile de convite, venta de platillos, dulces típicos y juegos mecánicos y en la noche celebran con un grupo musical.
- El tres de mayo día de la Santa Cruz es celebrado por los vecinos de Cantón Las Cruces con actividades culturales, realizan elección de reina, baile de convite, venta de platillos, dulces típicos y juegos mecánicos y en la noche celebran con un grupo musical.
- En los aspectos deportivos, realizan campeonatos de fútbol, con el objetivo de entretener sanamente los jóvenes. Disponen de campos de fútbol, uno ubicados en el barrio San Luisito, uno en el sector El Jute y otro en el cantón El Plan.

## Economía

### Empleo
Según el INE, en el Municipio el 51% de personas laboran, esto indica que un poco más de la mitad de la población económicamente activa tiene un trabajo fijo. Dentro de estas personas se encuentran agricultores, productores dedicados a la actividad pecuaria, trabadores de industrias y artesanos. El otro 40% son contratados como subempleados, los cuales trabajan por temporadas y por último están los desempleados con un nueve por ciento, dentro de ellos se mencionan a los que no tienen un trabajo o que ya están jubilados y perciben un ingreso fijo por parte del gobierno.

### Infraestructura productiva
Describe los indicadores que muestran el nivel de desarrollo de la actividad productiva, como: unidades de mini-riego, centros de acopio, mercados, vías de acceso, puentes, energía eléctrica, telecomunicaciones y transporte, de los cuales a continuación se presenta la infraestructura con la que se cuenta:

### Mini-riego
Debido al nivel de pobreza en el área rural, la población utiliza para los cultivos el sistema de riego natural o lluvia.

### Centro de acopio
En el área urbana no se dispone de un centro de acopio formal que permita concentrar la producción agrícola, únicamente los pobladores de la comunidad La Concha se instalan en la calle principal del casco urbano a corta distancia de la municipalidad para comercializar los productos.
En el área rural, la comercialización agrícola se realiza por medio de centros terciarios, es decir que comerciante pasan en camiones sobre la carretera recolectan o compran a los pequeños productores la mercancía para ser revendida en un mercado más grande. Algunos pobladores instalan los productos a municipios cercanos, para lo cual pagan transporte con un costo que va desde Q.10.00 hasta Q.50.00 por cada viaje según el lugar a donde se dirijan.

### Mercados
Únicamente en el barrio San Luisito se ubican las instalaciones del mercado municipal, el cual es informal y monopolizado debido a que es muy pequeño, no cuenta con una estructura adecuada y un grupo reducido de personas comercializan artículos de consumo básico, por lo que la población compran en tiendas o se trasladan a municipios vecino.

### Puentes
Se dispone de 8 puentes que unen las calles del área urbana, de los cuales ninguno está identificado con un nombre propio, únicamente se le observa un rotulo que indica el río o riachuelo que pasa por el lugar; dos pasarelas que atraviesan el río Jordán, una que comunica al barrio San Luisito con la zona 1, en las distintas comunidades del área rural existen 17 puentes, los cuales se encuentran en buenas condiciones con infraestructura de cemento.

### Energía Eléctrica Comercial e Industrial
Los negocios ubicados en el área urbana están conectados a la red de energía eléctrica comercial y las fábricas de lácteos herrería utilizan energía industrial, estos servicios son distribuidos por la empresa ENERGUATE.